# Ibanez Iceman
Ibanez Iceman, es un modelo de guitarra de la compañía Ibanez. Iceman fue uno de los primeros modelos de la compañía. Se convirtió en un clásico en los setenta cuando fue utilizada por Paul Stanley. 

## Historia
La Ibanez Iceman fue creada por Hoshino Gakki. Hoshino Gakki exportó copias de las guitarras eléctricas y acústicas estadounidenses en la década de 1950 y para mediados de la década de 1970 las guitarras Ibanez había alcanzado un nivel de calidad comparable a las guitarras americanas. Las tasas de mano de obra en el momento, además de la fabricación eficiente significaba que las guitarras Ibanez podría vender por casi la mitad (o menos) del costo de una Gibson Les Paul o Fender Stratocaster, hasta el punto de demandar a Hoshino por lo que tuvieron que alterar los diseños. Gracias a los eficientes métodos de fabricación y bajos costos de mano de obra Ibanez se ganó un nombre como marca de gran calidad a buenos precios. Gracias a esto, alcanzaron los fondos necesarios para desarrollar sus propios modelos.
La primera versión de la guitarra se construyó en un cuerpo de caoba, con una tonalidad de colores que no tenía nada que envidiar a los grandes modelos de la época como las Les Paul. Las primeras ventas fueron flojas y lentas, hasta que el mercado norteamericano aceptó la calidad y diseño novedoso de Ibanez. La Iceman se fabricó entre 1975 y 1983, en varias versiones con mástiles pegados o atornillados. En 1978, en su apogeo de popularidad, había disponibles 8 versiones del modelo, incluyendo la IC210 usada por Steve Miller en el clásico ‘Fly Like an Eagle’ y por cierto la PS-10, el modelo signature de Paul Stanley (en teoría nunca fue una Iceman, ya que, la única semejanza es el cuerpo y la madera de este, pues el perfil del mástil, diapasón, cápsulas y hardware eran exclusivos.)
Hacia principios de los ochenta las ventas decayeron fuertemente, obviamente debido a la popularidad de las guitarras de artistas como Eddie Van Halen. En 1983 solo había dos modelos disponibles. La producción cesó, pero el instrumento se había convertido en un auténtico icono. Una vez que el interés por guitarras más clásicas aumentó Ibanez reeditó la Iceman en 1994. Por un breve periodo estuvo disponible la IC500 y el bajo ICB500, así como dos modelos Paul Stanley, la PS10-II y la PS10 LTD. Además apareció la IC300, modelo coreano de brazo atornillado, en producción hasta este año. En 1996 salió al mercado la ICJ, modelo signature de J Yuenger de White Zombie, la cual tenía mástil atornillado, trémolo LoPro Edge y un acabado verde con estrellas blancas.

## Actualidad

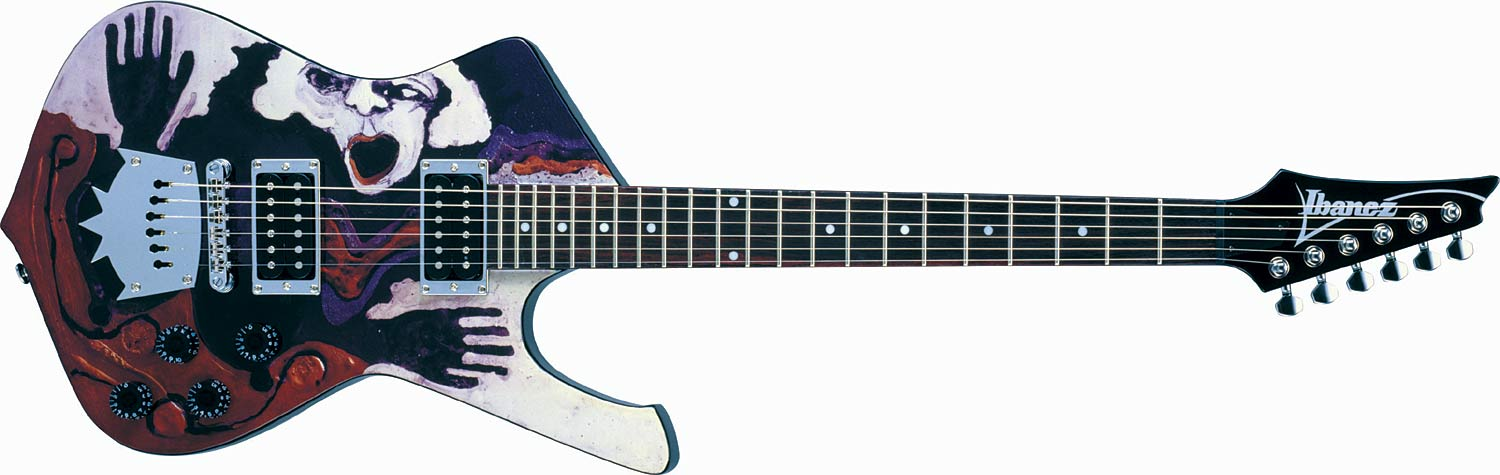
Ibanez DMM1 pintada por Vartan Malakian, padre de Daron Malakian, guitarrista de System of a Down.

El modelo sigue muy de moda recientemente, especialmente gracias al gran éxito de System of a Down y las Iceman Custom de su guitarrista Daron Malakian. Además, la tendencia hacia modelos clásicos con puente fijo ha hecho que se editaran dos nuevos: la IC400, con mástil encolado y la IC200 de mástil atornillado, ambos con cuerpo de caoba.
En 2008 Ibanez mostró un nuevo modelo la ICT700, esta tiene grandes cambios, como 24 trastes, enganche de cuerdas a través del cuerpo, cambio de la forma del clavijero de la Iceman por la forma del clavijero las ibanez de hoy, dibujos en forma de sierra en los trastes, etc. Ese mismo año también salió la STM1, versión de la Iceman hecha para Sam Totman (Dragonforce), esta va equipada con un puente Floyd Rose, 24 trastes, y pastillas Evolution

## Guitarristas
Esta guitarra era el modelo principal de Paul Stanley (Kiss), y fue por él que se dio a conocer esta guitarra. Además de Paul Stanley, esta guitarra ha sido usada por Daron Malakian (System of a Down), Sam Totman (Dragonforce), Thomas Fischer (Celtic Frost), Paul Gilbert, Jay Yuenger (White Zombie), Sascha Gerstner  (Helloween) y hasta hace poco por Niklas Sundin (Dark Tranquillity) entre otros.